# Lista primarilor din Alba Iulia
Aceasta este o listă a primarilor din Alba Iulia.
- Novak Ferencz – primar (februarie 1912 – mai 1914)

- Roska Miklós – primar (iunie 1914 – decembrie 1918)

- Camil Velican - primar (decembrie 1918 – octombrie 1919) - primul primar român al orașului [1]

- Aurel Sava - primar/președinte  (octombrie 1919 – iunie 1931)

- Andrei Floașu - președinte/primar (iunie 1931 – august 1931)

- Danil Tecău - președinte (septembrie 1931 – iunie 1932)

- Bogdan Dumitru - președinte/primar (iunie 1932 – noiembrie 1933)

- Ioan Colbazi - președinte/primar (noiembrie 1933 – ianuarie 1938)

- Petre P. Vasiliu - primar (februarie 1938 – septembrie 1938)

- Victor Constantinescu - primar (octombrie 1938 – octombrie 1940)

- Aurel Bozdog - primar/președinte (octombrie 1940 – ianuarie 1941)

- Dumitru Bogdan - primar/președinte (februarie 1941 – noiembrie 1944)

- Traian Mârza - primar (noiembrie 1944 – aprilie 1945)

- Dumitru Constantin - primar (aprilie 1945 – februarie 1946)

- Iosif Socaciu - primar/președinte (februarie 1946 – decembrie 1947)

- Constantin Lahman - primar/președinte (ianuarie 1948 – decembrie 1948)

- Mihai Oara - președinte (ianuarie 1949 – decembrie 1950)

- Pavel Stoia - președinte (decembrie 1950 – ianuarie 1956)

- Iendrușak Carol - președinte (ianuarie 1956 – martie 1961)

- Emil Comșa - președinte (martie 1961 – septembrie 1963)

- Ioan Moldovan - președinte (octombrie 1963 – iulie 1964)

- Emil Comșa - președinte (august 1964 – februarie 1968)

- Nicolae Roșu - președinte (februarie 1968 – decembrie 1978)

- Vasile Purdea - primar (decembrie 1978 – 1986)

- Maria Bunea – (primar 1986-1990)

- Adam Drăgoi - primar (1990)

- Vasile Ursu - primar (1990)

- Nicolae Todea - primar (1990)

- Ioan Radu - primar (1990 – 1992)

- Ioan Timiș - primar (1992 – 1996)

- Mircea Hava - primar (1996 – 2019)

- Gabriel Codru Pleșa - primar (2020 – prezent)